# José Hernández Egido
José Hernández Egido (Madrid, 13 de desembre de 1937) fou un futbolista madrileny, andalús d'adopció, de la dècada de 1960.

## Trajectòria
Començà a jugar als clubs Balón de Cádiz i Racing Portuense, a categoria regional i tercera divisió. Els seus millors anys els va viure entre 1961 i 1965 en els quals jugà quatre temporades a segona divisió, la primera d'elles al Cadis CF. La temporada 1962-63 fou fitxat pel RCD Espanyol, club amb el qual ascendí a primera divisió. No obstant no disputà molts minuts i fou traspassat al CE L'Hospitalet, que també jugava a segona. Acabà la seva carrera novament al Balón de Cádiz i al Racing Portuense, club, aquest darrer, amb el qual disputà una fase d'ascens a segona divisió.